# جوني جنسن
جوني جنسن (بالنرويجية البوكمول: Johnny Jensen)‏ (17 فبراير 1972 في النرويج - ) هو لاعب كرة يد النرويج. لعب مع نادي فلنسبورغ هاندفيت لكرة اليد. سقنقور ماري-جالانت

## وصلات خارجية
- جوني جنسن على موقع الاتحاد الأوروبي لكرة اليد (الإنجليزية)
- جوني جنسن على موقع الاتحاد النرويجي لكرة اليد (النرويجية)